# Flearkivka, Kameanka
Flearkivka (în ucraineană Флярківка) este un sat în comuna Jabotîn din raionul Kameanka, regiunea Cerkasî, Ucraina.

## Demografie
Componența lingvistică a localității Flearkivka
     Ucraineană (98,95%)
     Alte limbi (0,84%)
Conform recensământului din 2001, majoritatea populației localității Flearkivka era vorbitoare de ucraineană (98,95%), existând în minoritate și vorbitori de alte limbi.